# Gudarna måste vara tokiga II
Gudarna måste vara tokiga II är en sydafrikansk-botswansk komedifilm från 1989, regisserad av Jamie Uys. Filmen är en uppföljare till Gudarna måste vara tokiga från 1980. Filmen spelades in 1981 men hade inte premiär förrän 1989.

## Handling
Filmen har fyra olika handlingar:
1. Xixo som försöker hitta sina borttappade barn.
2. Två elefanttjuvskyttar som åker i en lastbil.
3. En man och en kvinna som, efter att ha kraschat med flygplanet, är fast i vildmarken.
4. Två soldater som inte håller sams.

Xixos barn hittar en lastbil utanför deras stam. De blir nyfikna och klättrar upp på den. Men plötsligt så startas lastbilen och åker iväg och barnen är nu fast i den. Xixo upptäcker situationen och tänker följa efter till fots för att hämta tillbaka dem. Lastbilen körs av två elefanttjuvskyttar som aldrig märker att de har fått fripassagerare.
Den unga advokaten Ann Taylor åker till Afrika för att hålla en föreläsning. En ung pilot erbjuder henne en liten resa runt Afrika medan hon har tid över. Hon accepterar erbjudandet och åker med i en ultralätt flygplan. På resan träffar de Dr. Stephen Marshall som byter plats med piloten för att flyga tillbaka med advokaten. Men de träffar på en storm och de kraschar mitt ute i Kalahariöknen.
Angolanska inbördeskriget pågår ute i öknen och en vilsen kubansk soldat stöter på en angolansk soldat. De bråkar hela tiden om vem av dem som är fången och vilken bas de skall åka till.

## Rollista
| N!xau               | – Xixo                 |
| Hans Strydom        | – Dr. Stephen Marshall |
| Lena Farugia        | – Dr. Ann Taylor       |
| Erick Bowen         | – Mateo                |
| Treasure Tshabalala | – Timi                 |
| Pierre Van Pletzen  | – George               |
| Peter Tunstall      | – Big Ben              |